# 상동역 (남원)
상동역(Sangdong station, 上洞驛)은 전라북도 남원시 주생면 상동리에 위치했던 전라선의 역으로, 현재는 폐역되었다.

## 역사
- 1966년 10월 11일 : 상동역 신설[1]
- 1977년 3월 1일 : 폐역

## 참고 문헌
1. ↑  철도청 고시 제275호(1966.10.05)